# Omias hanaki
Omias hanaki — вид долгоносиков-скосарей из подсемейства Entiminae.

## Описание
Жук длиной 2,5—2,7 мм. Имеет ржаво-бурую окраску. Основание, а иногда и передняя часть шва и вершины надкрылий светлее. Надкрылья очень сильно вздуты и боках, округло-яйцевидные, в два с половиной раза шире переднеспинки.

## Экология
Встречается в подстилке.